# Raúl García Carnero
Raúl García Carnero (ur. 30 kwietnia 1989 w A Coruñi) – hiszpański piłkarz występujący na pozycji obrońcy w Getafe CF.